# 結頭龍屬

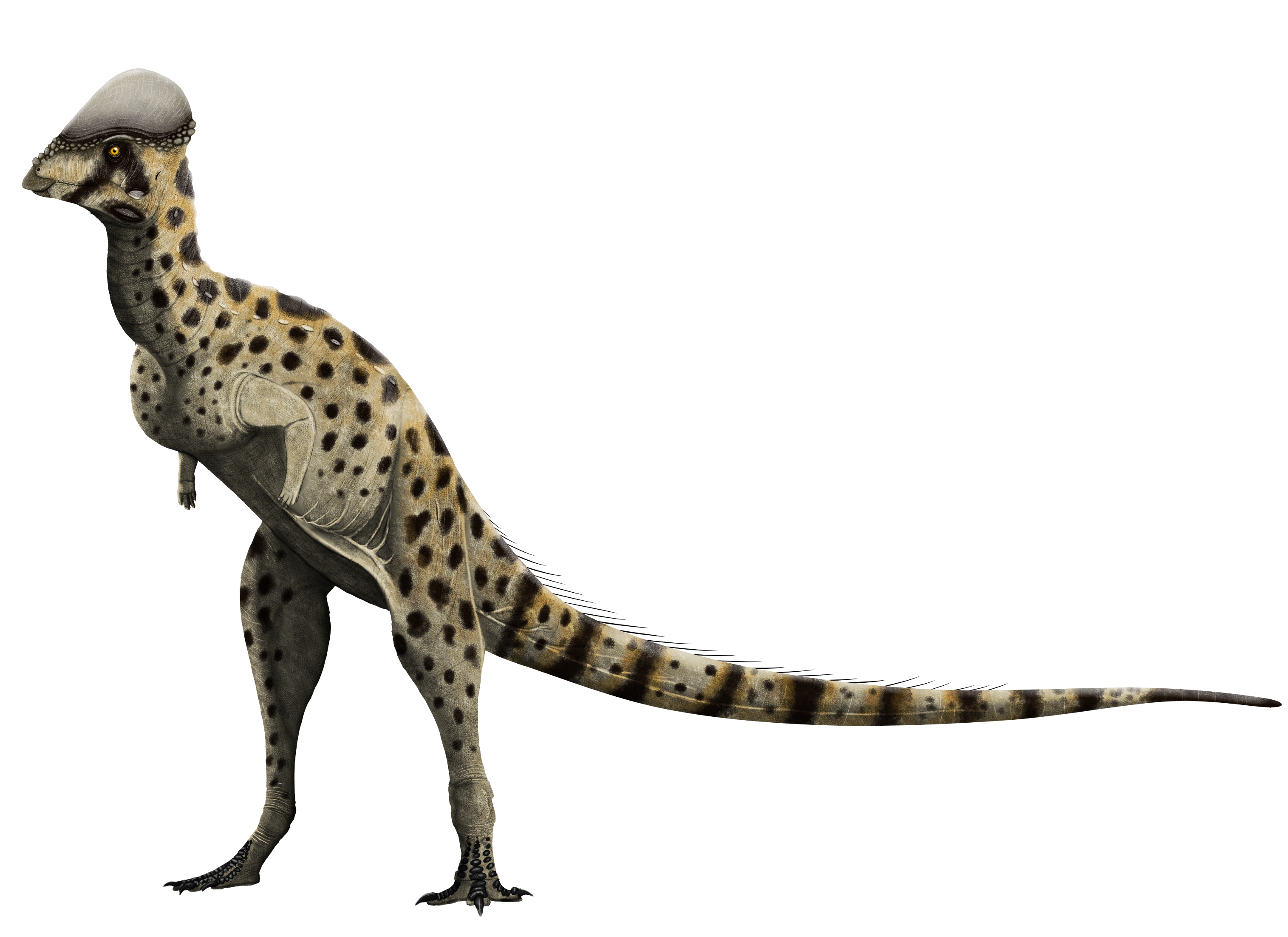
復原圖

結頭龍屬是厚頭龍科恐龍的一屬。模式種是賴氏結頭龍（C. lambei），是由查爾斯·斯騰伯格（Charles Mortram Sternberg）在1945年建立，當時為賴氏劍角龍（Stegoceras lambei）。在2003年，由羅伯特·蘇利文（Robert Sullivan）個別成立為新屬，結頭龍。
結頭龍的特徵是枕骨後部與鱗狀骨後部缺乏隆起，頂骨角度陡峭，頂骨與鱗狀骨接合處後段有兩個結塊。
結頭龍生存於白堊紀晚期的中坎潘階，約7980萬到7930萬年前。化石發現於現今的加拿大亞伯達省的福莫斯特組（Foremost Formation）。